# Karná
Karná je obec na Slovensku, v okrese Humenné v Prešovském kraji. Žije zde 458 obyvatel.

## Poloha
Obec leží v jihovýchodní části Ondavské vrchoviny, v horní části údolí potoka Lieskovčík, jihovýchodně od rekreační oblasti Domaša. Nadmořská výška se pohybuje v rozmezí 180 až 350 m, střed obce je ve výšce 210 m n. m. Na severozápadním okraji obce je malá stejnojmenná umělá vodní nádrž.
Zemědělská půda tvoří 67,89 % výměry území obce, z toho připadá na ornou půdu 32,39 %. Významné zastoupení mají trvalé travní a lesní porosty. Lesy jsou listnaté s převahou dubu a buku.

## Historie
První písemná zmínka o obci pochází z roku 1543, kde je pod názvem Karna. V roce 1920 byl název Karné a od roku 1927 Karná, maďarsky Kiskárna. Do 17. století byla ve vlastnictví rodu Drugetovců jako součást panství Humenné, následně Barkóczyovci, Csákovci a další. V roce 1715 byl v obci mlýn a 18 domácností, v roce 1828 bylo v obci 48 domů a 354 obyvatel. Hlavní obživu tvořilo zemědělství, dřevorubectví a pálení dřevěného uhlí. V roce 1890 byl v obci lihovar.

## Památky
- Římskokatolický kostel Růžencové Panny Marie z roku 1770 postavený v barokně-kasicistním slohu, přestavěn v roce 1924.[8]